# Al-Mansûr Alâ ad-Dîn Ali
Pour les articles homonymes, voir Al-Mansur.
Al-Mansûr Alâ ad-Dîn Ali est le sultan mamelouk bahrite d'Égypte de 1376 à 1382. 

## Biographie
L’émir Yalbogha al-`Umari (en) qui a été le tuteur du sultan Al-Achraf Zayn ad-Dîn Chabân au début de son règne, tente de le renverser en 1376. Yalbogha al-`Umari et le sultan sont tués. Zayn ad-Dîn Chabân est regretté de tous pour « sa douceur et sa gentillesse », ce qui fait de lui une exception. Barquq un mamelouk d'origine circassienne qui avait été acheté par Yalbogha, devient le tuteur du nouveau sultan qui n'a que dix ans, Al-Mansûr `Alâ ad-Dîn `Alî fils de Zayn ad-Dîn Chabân. 
Al-Mansûr `Alâ ad-Dîn `Alî est renversé en 1381/1382. Il est remplacé par son frère As-Sâlih Zayn ad-Dîn Hajji que Barquq renverse l’année suivante pour prendre le pouvoir. Al-Mansûr `Alâ ad-Dîn `Alî est le dernier sultan bahrite à régner plusieurs années de suite. Son successeur ne règne que quelques mois à deux reprises et à plusieurs années d’intervalle. Barquq est le premier sultan de la dynastie burjite.